# Ророноа Зоро
Ророноа Зоро (яп. ロロノア・ゾロ, Roronoa Zoro), також відомий як «Мисливець на піратів» Зоро (яп. 海賊狩りのゾロ, Kaizoku-Gari no Zoro) — вигаданий персонаж із серії манґи та медіа-франшизи One Piece, створеної японським художником манґи Еїтіро Одою. Вперше він з'явився у третьому розділі, опублікованому в журналі Weekly Shonen Jump у 1997 році. Перший член екіпажу Манкі Д. Луффі, який приєднався до його команди піратів після того, як Луффі врятував його від страти. Зоро — висококваліфікований мечник і служить бійцем команди, хоча він має вкрай погане відчуття напрямку, що є повторюваним жартом протягом усього серіалу.

## Створення і задум
Зоро спочатку використовував два мечі замість трьох. Спочатку планувалося, що Зоро стане частиною піратської команди клоуна Баггі, і Луффі його завербує поза Баггі. Прізвище Зоро засноване на японській вимові французького пірата Франсуа л'Олонне. У кількох західних локалізаціях його ім'я було змінено на Золо.

### Дизайн
Зоро зазвичай носить просту білу сорочку (хоча його можна побачити в інших типах сорочок), чорні штани та світло-зелений пояс харамакі, який тримає його три мечі. Імена цих мечів — Енма, Вадо Ічімонджі та Сандай Кітецу. Зоро також має чорну бандану, пов’язану навколо лівого біцепса, яку він одягає на голову лише під час серйозного бою. Під сорочкою його тулуб має сильні шрами від багатьох битв, у яких він брав участь, особливо після того, як він приєднався до Солом’яних капелюхів (наприклад, той, який отримав під час битви проти Міхоука, одного із шічібукаїв). У лівому вусі він має три золоті сережки, що вказує на його стиль трьох мечів. Після дворічного таймскіпу у Зоро є шрам на лівому оці (отриманий під час його навчання під керівництвом Міхоука, хоча це не підтверджено в аніме) і він замінює сорочку на довгий темно-зелений самурайський плащ, який він може навіть відкрити під час бою (проти піратів Нових Риболюдей) або коли йому стає жарко (палаючий бік у Панк Газард). Щодо його етнічної зовнішності, Ода сказав, що в реальному житті Зоро був би японського походження.
Зоро має багато шрамів на тілі. Найпомітнішим є довгий шрам, що тягнеться вздовж лівого ока, який він отримав після повернення з дворічного пропуску. Наразі невідомо, як він його придбав, але через це він або не може, або не хоче відкрити ліве око. Він також має сильні шрами на тулубі, маючи діагональний поріз від верхнього лівого до нижнього правого кута його тулуба через бій з Дракулем Міхоуком. Він також має шрами на обох щиколотках, які він отримав, намагаючись відрізати собі ноги, щоб втекти зі свічкової в’язниці Містера 3 у Літл Гардені.

## Характеристики
Зоро впевнений у собі, але часто поводиться дуже комічно. Повторюваний жарт полягає в тому, що він має жахливе відчуття орієнтації (будучи здатним заблукати, навіть коли йде по прямій), у чому він дуже невпевнений, оскільки ніколи не зізнається, коли заблукав, натомість він завжди звинувачує когось іншого. Поки команда знаходиться в морі, Зоро (зазвичай) можна знайти сплячим або тренуючись до своєї мети — стати найкращим у світі фехтувальником. Він і Санджі мають велике суперництво, часто вдаючись до сварок (як словесних, так і фізичних) через проблеми від незначних до екстремальних. Зоро ніколи не називав Санджі його ім'ям в оригінальній японській манзі, він використовує такі фрази, як «тупий кухар», тощо. З іншого боку, Санджі використовує такі фрази, як марімо (мохоподібна голова). тощо
Хоча він і не самурай, він, здається, зберігає певний рівень бусідо, і його часто приймають за нього. На відміну від Луффі та більшості інших піратів Солом’яного капелюха, Зоро, як відомо, вбиває своїх супротивників, якщо потрібно, хоча ніколи холоднокровно. Показано, що Зоро любить битися з сильним супротивником (зазвичай його залишають протистояти другому найсильнішому лиходію в кожній арці, оскільки Луффі протистоїть найсильнішому). Зоро, як правило, зберігає маніакальний усмішок і серйозний погляд, коли бореться з гідним суперником.

### Особистість
Зоро має суворий, серйозний і відсторонений характер, але, на відміну від Робін, він часто реагує в дурнуватому і перебільшеному комічному стилі через свою запальність і нетерплячість. На кораблі він зазвичай або тренується з обтяженнями, або спить. Єдина робота, яку він виконує регулярно, — це підняття якоря, використовуючи свою величезну силу, і спостереження за корабельним воронячим гніздом (яке на кораблі «Саузенд Санні» також слугує йому тренажерним залом). Він також любить саке, майже так само, як Луффі любить м'ясо, але, як і Намі, він ніколи не п'яніє через свою нелюдську витривалість і толерантність до алкоголю. Ще однією помітною рисою є відсутність орієнтації у просторі, оскільки Зоро часто губиться, навіть у невеликих, знайомих приміщеннях або коли його хтось веде. Незважаючи на це, він часто першим відчуває ворога або небезпеку і реагує на неї. Він часто демонструє, що добре орієнтується в небезпечних ситуаціях і в людях, які його оточують.
Незважаючи на свою сувору особистість, Зоро мав сильне почуття лояльності та взаємної поваги до своїх товаришів по команді, коли здійснював їхні мрії. Після принизливої поразки від Міхоука, Зоро присягнув на вірність Луффі як своєму капітану, пообіцявши, що ніколи більше не програє. Як перший помічник Луффі, Зоро часто нагадує іншим про сувору реальність раптової ситуації, яка шокує деяких членів команди, хоча вони зазвичай вирішують, що він має рацію. Це можна побачити, коли Луффі та Усопп сваряться, і Усопп залишає екіпаж, Зоро каже, що Луффі є капітаном корабля, і всі повинні поважати його без винятку, тому Усопп повинен вибачитися перед Луффі, перш ніж приєднатися до екіпажу. Він також додав, що якщо Луффі візьме Усоппа без його вибачень перед Луффі, то наступним, хто залишить команду, буде сам Зоро. Пізніше всі його зрозуміли і вирішили, що Зоро мав рацію. Зоро заявив, що він не молиться жодному богу, йому байдуже так чи інакше, і він ніколи не вірив ні в що, окрім самого себе, і для нього лише одна людина стоїть над ним (його капітан, Луффі). Він також заявив, що буде слідувати за Луффі до кінця його подорожі — стати Королем Піратів — але Луффі також не повинен стати між ним і його мрією — стати найсильнішим у світі мечником (наразі: Дракуль Міхоук). Незважаючи на це, Зоро знає, що у нього ще багато невикористаного потенціалу, і його постійно бачать тренуючись. Він також дотримується суворого кодексу честі майстра меча і ніколи не вихваляється чи не бреше про свої здібності, іноді прямо визнаючи свою слабкість навіть ворогові. Він також ніколи не намагається втекти від бійки чи використовувати хитрощі, щоб перемогти, вважаючи, що це є боягузтвом, і зневажає будь-кого, хто використовує таку тактику. Зоро енергійний, вольовий і рішучий.

#### Воля
Він добре володіє волею озброєння і спостереження і є одним із небагатьох відомих персонажів, які мають королівську волю. Під час битви проти Кінга Зоро відкриває вдосконалену форму королівської волі, яка дозволяє йому покрити нею свої мечі, подібно до волі озброєння, що може ще більше посилити його атаки. Хоча це не було підтверджено, Зоро тісно пов'язаний із королівською волею самим капітаном піратів-звірів після поранення, яке той йому завдав. Він також використовує вдосконалену форму волі озброєння, щоб стріляти короткими вибухами волі на відстані.

## Появи

### One Piece
Вперше Зоро з'являється як спійманий злочинець, який чекає на свою страту від рук Морського дозору. Перед початком розповіді серіалу Зоро втрачає друга дитинства Куїну і клянеться стати найсильнішим мечником у світі. Роками Зоро полює на піратів як мисливець за головами лише для того, щоб отримати гроші на їжу в компанії своїх друзів Джонні та Йосаку. Спочатку Зоро робив це тому, що заблукав, намагаючись зустрітися з найкращим фехтувальником у світі, Дракулем Міхоуком. Коли Луффі пропонує Зоро приєднатися до його команди, Зоро спочатку відмовляється. Але після того, як Луффі рятує його від страти, Зоро присягає йому на вірність. Пізніше Зоро зазнає легкої поразки від Міхоука в ресторані «Бараті» і обіцяє Луффі, що більше ніколи не програє.
Відданість Зоро Луффі є незрівнянною серед команди і розвивається протягом серіалу. Незважаючи на те, що він приєднався до команди Луффі, його головною метою було стати найсильнішим мечником. Спочатку Зоро погрожував убити Луффі, якщо він колись стане на шляху до цієї мети. Він прислухається до наказу свого капітана і виконує його до кінця. На острові Джая Зоро виконував наказ Луффі не битися з ворогом у барі, незважаючи ні на що, і дотримувався його без вагань. У «Вотер 7» Зоро підтримує авторитет Луффі як капітана під час бою Луффі з Усоппом. Зоро категорично відмовляється дозволити Усоппу приєднатися до екіпажу без вибачень і погрожує бути наступним, хто піде, тому що дозволити Усоппу повернутися, ніби нічого не сталося, було б образою авторитету Луффі як капітана. Він навіть дав Луффі ляпаса, нагадавши йому, що бути піратом — це не гра.
На наступному острові, Трилер Барк, Бартоломью Кума зіткнувся з Луффі та Солом'яними капелюхами та попросив героїв здати Луффі. Усі відмовилися, і Кума нокаутував усіх, крім Зоро, Санджі та Брука. Зоро пропонує пожертвувати своїм життям заради Луффі, проголошуючи, що Луффі стане тим, хто стане Королем піратів. Санджі також пропонує своє життя, але Зоро нокаутує Санджі, щоб врятувати його життя. Зоро просить Куму не брати Луффі, а взяти його замість нього. Зоро сказав Кумі, що він навіть готовий відмовитися від своєї мрії стати найкращим мечником у світі заради мрії Луффі. Побачивши це, Кума попросив Зоро взяти на себе весь біль Луффі після бою з Гекко Морією. Мрією Зоро протягом усього серіалу було стати найкращим у світі мечником, але він готовий відмовитися від цього заради Луффі, показуючи, наскільки Зоро став відданим своєму капітану після того, як спочатку погрожував покінчити з життям Луффі за те, що той поставив під загрозу його мрію.
Після бою з Дазом Боунз в Алабасті, винагорода за Зоро спочатку встановлюється в розмірі 60,000,000, але згодом піднімається до 120,000,000 після бою зі світовим урядом в Еніес Лоббі. Пізніше екіпаж розділяє Кума, що призвело до таймскіпу. Зоро знову зустрічається з Міхоуком і тренується під його керівництвом протягом двох років, перш ніж возз'єднатися з командою. Винагорода за нього становить 320,000,000 після того, як він розрубав антагоніста завбільшки з гору і допоміг Луффі в кінці тиранічного правління Донкіхота Дофламінго. Після подій у Країні Вано та його внеску в рейд Оніґашіми, зокрема, перемоги над Кінгом, його винагорода тепер становить 1,111,000,000.
У 105 томі One Piece Ода розкрив сімейну історію Зоро. Його батько Ророноа Араші був убитий піратами, а мати Тера померла від хвороби, коли він був маленьким. Зоро є нащадком родини Шімоцукі з Країни Вано через свою бабусю Фуріко, старшу сестру Ушімару, даймьо Рінго, який є двоюрідним дядьком Зоро. Зоро пов'язаний з Куїною як далекий родич і є нащадком Шімоцукі Рюми.

### Інші медіа
Зоро кілька разів з’являвся в інших медіа, включаючи всі електронні відеоігри з ліцензією One Piece на сьогоднішній день, включаючи Jump Super Stars і Jump Ultimate Stars. У 2006 році він фігурує в кросовері Dragon Ball / One Piece / Naruto Battle Stadium DON.
Зоро з’являється в спеціальному епізоді One Piece X Toriko, борючись із Зеброю та Веджетою. Зоро здається заблуканим у пошуках своєї команди, доки не з’являється Зебра, а Веджета з’являється в пошуках Гоку, щоб «звести рахунки». Ці троє були розлючені та билися без кінця.

## Сприйняття
Зоро завжди входить до трійки найпопулярніших персонажів, зазвичай поступаючись лише Луффі за популярністю. Він посідав друге місце в кожному опитуванні щодо популярності персонажа Shonen Jump, крім п’ятого, де він посів третє місце після Трафальгара Лоу. Крім того, в опитуванні 2007 року, проведеному Oricon, Зоро був визнаний 4-м найбажанішим персонажем для спін-оффу. DVD Talk хвалить «веселий» стиль бою Зоро на трьох мечах як чудовий приклад почуття гумору шоу. Холлі Еллінгвуд з Activeanime назвала бій Зоро проти Луффі одним із найкращих моментів із 10-го DVD із серії, випущеного Viz Media, високо оцінивши екшен-сцени.
Коли Ніко Робін називає їх обох «Крилами Короля Піратів», це «вказує на те, що вони є двома найважливішими людьми для того, щоб Луффі став Королем Піратів, через їхню здатність ефективно нести свою відповідальність і битися на найвищому рівні, якщо не більше».